# Soultzbach-les-Bains
Soultzbach-les-Bains (Bad Sulzbach in tedesco) è un comune francese di 728 abitanti situato nel dipartimento dell'Alto Reno nella regione del Grand Est.

## Società

### Evoluzione demografica
Abitanti censiti